# Idaho Falls
Idaho Falls är en stad (city) i Bonneville County i delstaten Idaho i USA. Idaho Falls är administrativ huvudort (county seat) i Bonneville County. 